# Drosophila acrostigma
Drosophila acrostigma este o specie de muște din genul Drosophila, familia Drosophilidae, descrisă de Tsacas și Chassagnard în anul 1999.
Este endemică în Zaire. Conform Catalogue of Life specia Drosophila acrostigma nu are subspecii cunoscute.